# Uinebona
Uinebona je rijeka u Venezueli, pritoka rijeke Paragua. Pripada porječju rijeke Orinoco.